# Кам'янка (притока Бахмутки)
Ка́м'янка — річка в Україні, права притока Бахмутки (басейн Сіверського Дінця, система Дону). Довжина 16 км. Площа водозбірного басейну 89 км². Похил 7,5 м/км. 
Бере початок від села Верхньокам'янка Лисичанської громади Сєвєродонецького району Луганської області. Утворюється шляхом злиття струмків Ближня Кам'янка та Дальня Кам'янка біля села Верхньокам'янка . Тече територією Попаснянського району Луганської області та Бахмутського району Донецької області (с.Верхньокам'янське, м. Сіверськ). Впадає до Бахмутки у м. Сіверську. 
Протікає глибокою кам'янистою балкою від чого і отримала свою назву.Долина коритоподібна. Живиться за рахунок атмосферних опадів. Льодостав нестійкий (від грудня до початку березня).
Притоки: струмки Плотка (права),  Кудлено (ліва), Ширшов (права), Жолобок (ліва), Б. Тополі (ліва).
Використовується на сільськогосподарські та промислові потреби. Споруджено Верхньокам'янське водосховище та каскад ставків: Любительський, Центральний, Селищний та менші 
По правому берегу річки, в районі Сіверська, розташована Кам'янська височина Донецького кряжу - живописна довга гряда, складена нижньопермськими доломітизованими вапняками (Кам'янська ділянка Ямського родовища доломіту).